# Christiane Lenain
Christiane Isa Josée Marie Lenain (Belœil, 7 november 1935 - Ukkel, 23 november 1999) was een Belgische actrice.

## Loopbaan
Lenain volgde een opleiding aan Le Rideau de Bruxelles bij Claude Étienne en Werner Degan. Ze maakte carrière in verschillende Brusselse theaters: het Vaudeville theater, het Nationaal Theater Wallonië-Brussel en de Beursschouwburg. Hier ontmoette ze Jean-Pierre Rey, de toekomstige directeur van het Théâtre royal des Galeries, die haar man zou worden. Jean-Pierre bood haar werk aan in zijn theater waar ze altijd zou blijven, bijna vier decennia lang.
Ze werd vooral bekend door haar rollen in "Het Trouwfeest van Juffrouw Beulemans" met Jacques Lippe, "Madame Sans-Gêne" en "J'y suis, j'y reste". Een van haar belangrijkste voorstellingen was het toneelstuk "Une bonne bonne ça ne pousse pas sur un arbre, n'est-ce pas!" van Ronald Millar, bewerkt door Jacques Joël, waarin ze negen rollen speelde. In het theaterstuk "Het Trouwfeest van Juffrouw Beulemans" vertolkte ze eerst de rol van Suzanneke (Mademoiselle Beulemans), jaren later die van de moeder, Madame Beulemans.
Door ziekte moest ze haar werk als actrice begin jaren negentig stopzetten.

## Onderscheidingen
Ève du Théâtre - 1965

## Overige
In de nominatielijst voor de Grootste Belg van de Franstalige zender RTBF stond ze op plaats 65.